# Więzadło łąkotkowo-udowe tylne

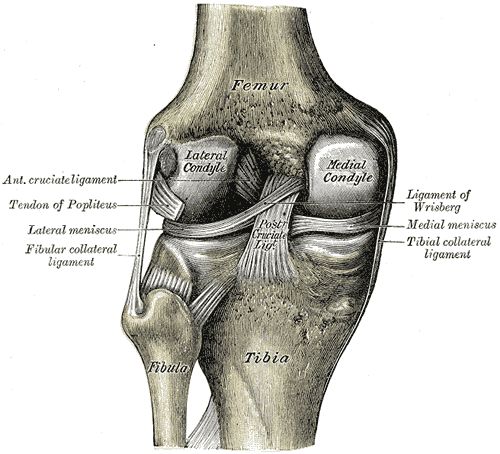
Lewy staw kolanowy widziany od tyłu. Więzadło łąkotkowo-udowe tylne (ligament of Wrisberg) znajduje się w centrum grafiki.

Więzadło łąkotkowo-udowe tylne (łac. ligamentum meniscofemorale posterius; ligamentum Wrisbergi) – w anatomii człowieka jedno z więzadeł stawu kolanowego. Przyczepia się w okolicy tylnego przyczepu łąkotki bocznej. Biegnie ku górze i przyśrodkowo do tyłu od więzadła krzyżowego tylnego. Przeważnie łączy się z nim kończąc się w miejscu jego przyczepu do wewnętrznej powierzchni kłykcia przyśrodkowego kości udowej.